# Joseph Medill McCormick
Joseph Medill McCormick, född 16 maj 1877 i Chicago, Illinois, död 25 februari 1925 i Washington, D.C., var en amerikansk republikansk politiker och publicist. Han representerade delstaten Illinois i båda kamrarna av USA:s kongress, först i representanthuset 1917–1919 och sedan i senaten från 1919 fram till sin död.
McCormick utexaminerades 1900 från Yale University och arbetade sedan som journalist och blev senare utgivare för Chicago Daily Tribune. McCormicks mor Katherine var dotter till Joseph Medill som hade gjort Tribune till en stor tidning. McCormick blev deprimerad i publicistyrket, gick i terapi hos Carl Gustav Jung i Zürich, och bestämde sig för att lämna tidningsbranschen.
McCormick blev invald i representanthuset i kongressvalet 1916 och efterträdde sedan 1919 J. Hamilton Lewis som senator för Illinois. Charles S. Deneen besegrade McCormick i republikanernas primärval inför senatsvalet 1924. McCormick begick självmord några dagar före mandatperiodens slut och efterträddes av Deneen.
McCormick var gift sedan 1903 med Ruth Hanna McCormick, dotter till senator Mark Hanna, som själv var ledamot av USA:s representanthus 1929–1931.